# بيسيكس (شركة)
بيسيكس جروب هي مجموعة بناء مقرها في بروكسل، وواحدة من المقاولين الدوليين الرائدين في العالم وفقًا لتصنيف إي أن أر. تنشط منذ عام 1909 وتعمل في أوروبا والشرق الأوسط وأوقيانوسيا وأفريقيا وأمريكا الشمالية وآسيا.
تشمل إنجازاتها برج خليفة في دبي (أطول برج في العالم)، ومباني البرلمان الأوروبي في بروكسل، والمتحف المصري الكبير على هضبة أهرامات الجيزة.
في عام 2019 ، بلغ حجم مبيعات الشركة 3.33 مليار يورو، وعدد العاملين 14000 موظف حول العالم.

## روابط خارجية
- الموقع الرسمي